# Sölden (Germania)
Sölden è un comune tedesco di 1 191 abitanti, situato nel land del Baden-Württemberg.